# Takashi Mizunuma
Takashi Mizunuma (n. 28 mai 1960) este un fost fotbalist japonez.

## Statistici
| Japonia | Japonia | Japonia |
| An      | Meciuri | Goluri  |
| ------- | ------- | ------- |
| 1984    | 5       | 1       |
| 1985    | 8       | 3       |
| 1986    | 0       | 0       |
| 1987    | 8       | 2       |
| 1988    | 3       | 0       |
| 1989    | 8       | 1       |
| Total   | 32      | 7       |